# Liany

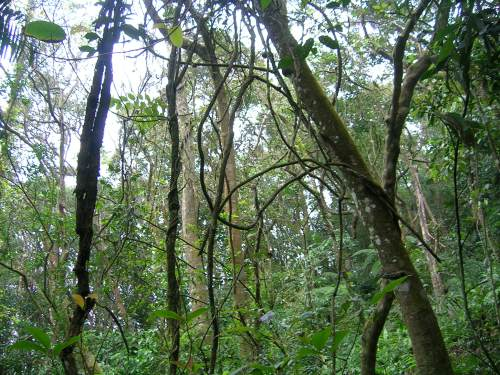
Zwisające liany w lesie w Indiach

Liany – pnącza o zdrewniałych łodygach. Występują w lasach strefy międzyzwrotnikowej, rzadziej w strefie umiarkowanej – spośród znanych gatunków lian około 90% rośnie w lasach równikowych. Korzystając z innych roślin (ew. skał lub budowli), rosną ku górze i osiągnąwszy sklepienie lasu rozgałęziają się, wytwarzają organy asymilacyjne i generatywne. Osiągają znaczne długości do 300 m (przedstawiciele różnych rodzajów arekowatych zwane zbiorczo rotangami) i nawet 400 m (rodzaj osmoka Entada z mimozowych). Ze względu na konieczność transportu wody w pędzie na znaczne odległości, liany charakteryzują się szerokimi naczyniami i rurkami sitowymi.
Liany podobnie jak inne pnącza dzielą się na wijące się i czepne. W pierwszym przypadku pędy lian wykonują ruchy okrężne, dzięki czemu znajdują podporę i owijają się dookoła niej. Liany czepne wykształcają rozmaite organy lub wytwory służące do przyczepiania się do podpory – czepne korzenie przybyszowe, wąsy czepne (powstające z pędów, liści lub ich części), czasem drewniejące, owijające się ogonki liściowe, czepne ciernie i kolce, hakowato zmodyfikowane pędy boczne. 
Jedynie dwa gatunki lian występują naturalnie w Polsce – bluszcz pospolity (Hedera helix) i wiciokrzew pomorski (Lonicera periclymenum). Poza tym w uprawie znajduje się szereg innych gatunków, np. z rodzajów glicynia (Wisteria), winobluszcz (Parthenocissus). Liany przypominają pnące gatunki z rodzaju powojnik (Clematis), ale w tym przypadku pędy tylko częściowo drewnieją. 